# Södermanlands runinskrifter 58
Södermanlands runinskrifter 58 är en vikingatida runsten vid Floda kyrka i Floda socken och Katrineholms kommun i Södermanland av grå granit, 90 cm hög, 105 cm bred och 25 cm tjock. Runorna är sex till sju centimeter höga. Övre delen av stenen saknas. Den bevarade delen är sammanfogad av tre delar. Stenen påträffades cirka 1874 vid stenröjning i en åker som tillhör Stavs by. Den låg då med textsidan nedåt och stenen sprängdes i tre delar innan man visste att det var en runsten. 1934 sammanfogades delarna och flyttades till kyrkan. Fyndplatsens koordinater är 59°02′36″N 16°23′21″Ö / 59.04334°N 16.3891°Ö.

## Inskriften
Translitterering av runraden:
lifstain · ... fraubiarn · au... ... ...uniR : suarthaufþa : eftiR : sin faþ...
Normalisering till runsvenska:
Lifstæinn [ok] Frøybiorn o[k] ... [s]yniR Svarthaufða æftiR sinn fað[ur].
Översättning till nusvenska:
Livsten och Fröbjärn och (N. N. reste denna sten), Svarthövdes söner efter sin fader.

Inskriftens slut är ett verspar i fornyrdislag:
syniR Svarthaufða 

æftiR sinn faður